# Pierre de Caters

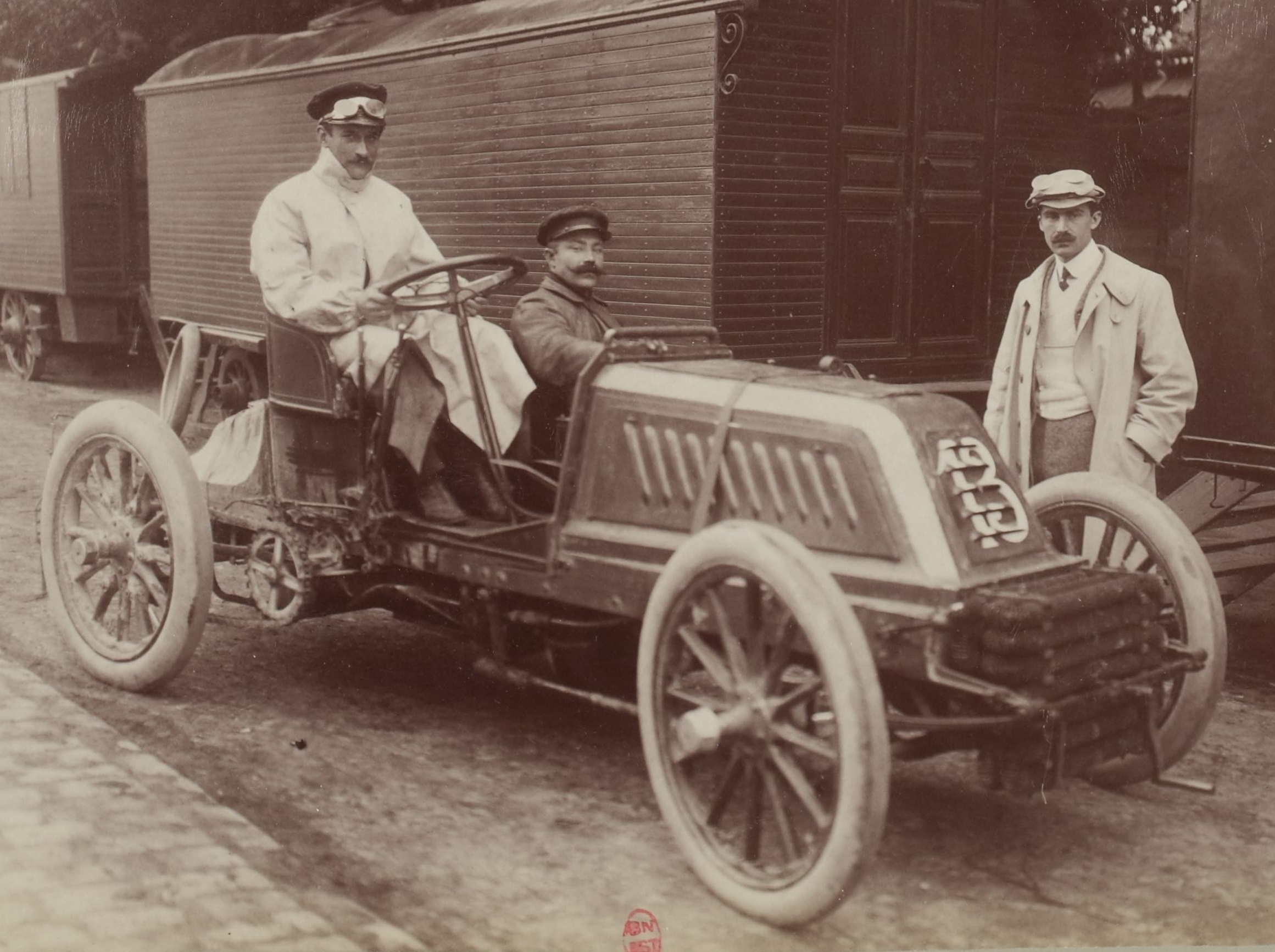
Pierre de Caters sobre un Mors Z en el Circuito de las Ardenas en 1902

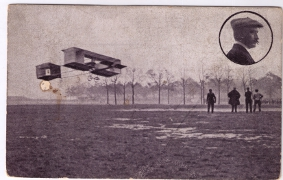
El Voisin de Caters en la Semana de Aviación de Amberes de 1909

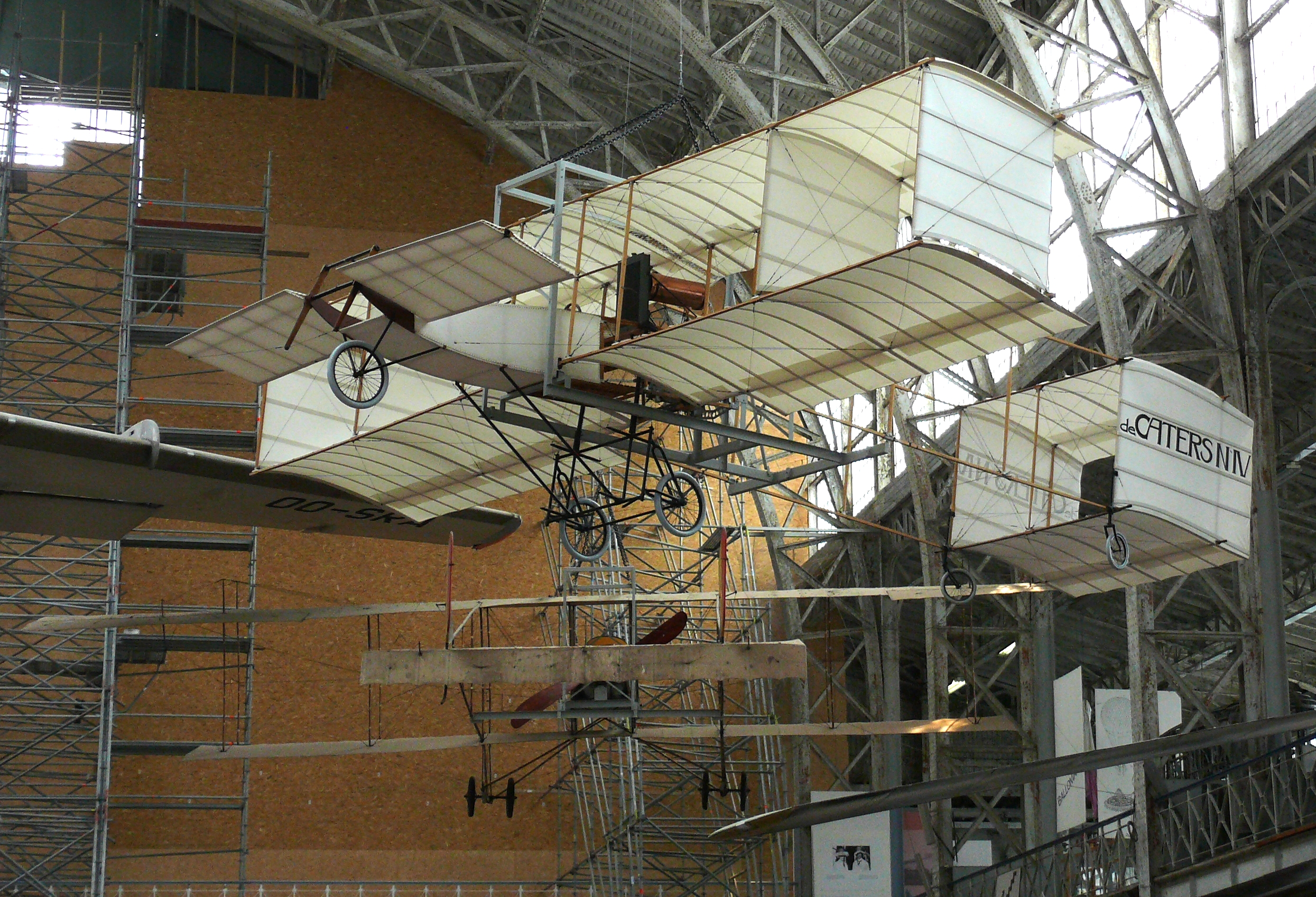
Réplica en el Real Museo Militar (Bruselas) del avión Voisin de Caters IV

El barón Pierre de Caters (25 de diciembre de 1875 - 21 de marzo de 1944) fue un aventurero y piloto de aviación, automovilístico y de lanchas rápidas belga. Es conocido por batir el récord del mundo de velocidad al volante de un Mercedes en 1904, y por ser el primer belga en pilotar un avión.

## Semblanza
Nacido en Amberes en 1875, de Caters comenzó a estudiar humanidades en su ciudad natal. Pasó con éxito su examen de ingreso en la Real Academia Militar, pero abandonó el ejército rápidamente. Continuó sus estudios en Lieja, obteniendo una licenciatura en ingeniería eléctrica. Gran aficionado al deporte, practicó el boxeo, el fútbol, la esgrima y el tenis. Sin embargo, su deporte favorito fue el ciclismo, actividad que le permitió conocer a Camille Jenatzy, quien lo introdujo en los deportes del motor.
Automovilismo
Procedente de una familia adinerada, pudo permitirse comprar en 1899 un pequeño automóvil De Dion-Bouton. Este será el comienzo de su carrera automovilística. Después de algunas carreras épicas como la escalada al Mont Ventoux, de Caters se distinguió rápidamente en las primeras pruebas en las que participó: París-Marsella, París-Madrid y el circuito de las Ardenas.
En Deauville, en un automóvil de su amigo Jenatzy, recorrió el kilómetro lanzado a un promedio de noventa kilómetros por hora. En 1901, ganó la primera semana de Ostende y al año siguiente, a pesar de una colisión con Louis Renault, logró clasificarse noveno en la París-Viena.
Designado presidente del Automóvil-Club de Amberes y capitán del equipo Mercedes, Pierre de Caters participó en su primera carrera de la Gordon-Bennett en Irlanda.
El 25 de mayo de 1904, en Ostende, a bordo de un Mercedes Simplex de 90 caballos, estableció un nuevo récord mundial con un registro de 156 kilómetros por hora, una velocidad fabulosa para la época. El mismo año, terminó tercero en la carrera Gordon Bennett disputada en Alemania. 
En 1906, participó en la Targa Florio en Sicilia, en el Gran Premio del Automóvil de Francia (circuito de Sarthe) y en la semana de Ostende.
Una de sus mayores victorias y su última competición automovilística, es la que ganó en el Circuito de las Ardenas en julio de 1907.
Aeronáutica
También fue el primer belga en recibir una licencia de piloto del club aéreo belga el 2 de diciembre de 1909 y recibió una medalla de oro por el primer kilómetro en el mismo año. Fue el primer fabricante de aviones en Bélgica y el primer instructor de aviación militar. Durante la Primera Guerra Mundial se unió a la aviación militar belga, al mando de la escuela de vuelo de Étampes.
Motonáutica
En abril de 1906 estableció tres récords mundiales en una lancha motora de ocho metros. Superó los récords mundiales de los diez kilómetros, los cincuenta kilómetros y el kilómetro a un promedio de 50,5 kilómetros por hora. También ganó la Semana de Otoño de Ostende, que se celebra del 20 al 24 de agosto de 1906.

## Viaje a la India
El 16 de noviembre de 1910, de Caters se embarcó a la India con dos aviones Aviator. Fue acompañado por Jules Tyck, otro piloto belga.
La ciudad de Bombay rechazó la organización de una reunión de aviación, por lo que los dos pilotos viajaron a Calcuta con sus aviones embalados. Una vez en Calcuta, de Caters voló varias veces desde el Club de Tollygunge. El 21 de diciembre, voló durante 27 minutos con la señora Sen Beil, hermana del Majarash de Koch Bihar como pasajera. Uno de los aviones fue dañado por el fuego. El 2 de febrero de 1911, de Caters y Tyck volaron en Bangalore. Fueron recibidos por el Maharajá de Mysore. Del 16 al 18 de febrero, Pierre voló desde Secunderabad en el Hyderabad. La gira india se completó y Pierre de Caters regresó a Europa. Poco después, la compañía Aviator se disolvió y el barón ya no participaría en más competiciones.